# Mistrovství Evropy v orientačním běhu
Mistrovství Evropy v orientačním běhu je podobně jako v ostatních sportech významným závodem doplňujícím Mistrovství světa. Je pořádáno v dvouletém intervalu a v pořádání se střídají evropské země.

## Historie
Mistrovství Evropy bylo poprvé uspořádáno v roce 1962 v kolébce orientačního běhu v Norsku jako výsledek rozšíření sportu v Evropě a sjednocení pravidel v jednotlivých státech. 
Mistrovství obsahovalo závod jednotlivců a závod štafet. V mužích startovalo 46 závodníků a v ženách 23, přičemž dominovali seveřané.
Prvními mistry Evropy se stali Magne Lystad z Norska a Ulla Lindkvist ze Švédska.
Druhý ročník se konal ve Švýcarsku a stal se na dlouhou dobu posledním, neboť jej nahradilo Mistrovství světa.
Snahy o jeho opětovné pořádání vyvrcholily až v roce 2000 a bylo do roku 2020 pořádáno každé dva roky. Od roku 2021 je pořádáno stejně jako Mistrovství světa každoročně. 
Složení disciplín odpovídá Mistrovství světa, původně šlo o tři závody jednotlivců (klasická (dlouhá) a krátká trať a sprint) a štafety, v roce 2016 přibyly sprintové štafety. Od roku 2021 je pak Mistrovství Evropy pořádáno každoročně, přičemž v liché roky jsou na programu sprintové disciplíny (sprint, knock-out sprint a sprintové štafety), v sudé roky lesní disciplíny (klasická (dlouhá) a krátká trať a štafety). 
Čeští reprezentanti doposud získali tři stříbrné a jednu bronzovou medaili. První stříbrnou ze závodu štafet mužů v roce 2000 ve složení Michal Jedlička, Radek Novotný, Rudolf Ropek a Vladimír Lučan, druhou Dana Šafka Brožková v longu v roce 2010, třetí získala mužská štafeta ve složení Jan Petržela, Vojtěch Král a Jan Procházka v roce 2014. Bronzovou medaili získala mužská štafeta ve složení Vojtěch Král, Jan Petržela a Jan Šedivý v roce 2016.

## Seznam Mistrovství Evropy
| Poř. | Rok     | Místo      | Datum                               |
| ---- | ------- | ---------- | ----------------------------------- |
| 1.   | ME 1962 | Løten      | 22.–23. září                        |
| 2.   | ME 1964 | Le Brassus | 26.–27. září                        |
| 3.   | ME 2000 | Truskavec  | 30. června – 4. července            |
| 4.   | ME 2002 | Sümeg      | 25.–30. září                        |
| 5.   | ME 2004 | Roskilde   | 10.–17. července                    |
| 6.   | ME 2006 | Otepää     | 7.–14. května                       |
| 7.   | ME 2008 | Ventspils  | 25. května – 1. června              |
| 8.   | ME 2010 | Primorsko  | 27. května – 6. června              |
| 9.   | ME 2012 | Dalarna    | 14.–20. května                      |
| 10.  | ME 2014 | Palmela    | 9.–16. dubna                        |
| 11.  | ME 2016 | Jeseník    | 25.–31. května                      |
| 12.  | ME 2018 | Cadempino  | 5.–12. května                       |
| –    | ME 2020 | Rakvere    | Zrušeno z důvodu pandemie covidu-19 |
| 13.  | ME 2021 | Neuchâtel  | 13.–16. května                      |
| 14.  | ME 2022 | Rakvere    | 3.–7. srpna                         |

## Sprint (Sprint distance)
Tato krátká sprinterská disciplína se běhá na Mistrovství Evropy od roku 2000. Tento typ závodu je testem závodníkovy mapové techniky ve vysokém běžeckém tempu, trať tak klade vysoké nároky na rychlou volbu postupu a jeho realizaci. Tratě bývají poměrně krátké, 2-4 km s vítěznými časy 12-15 minut. Podoba závodů ve sprintu je různá, mohou se odehrávat v městské zástavbě nebo v zalesněných terénech či parcích.

### Muži

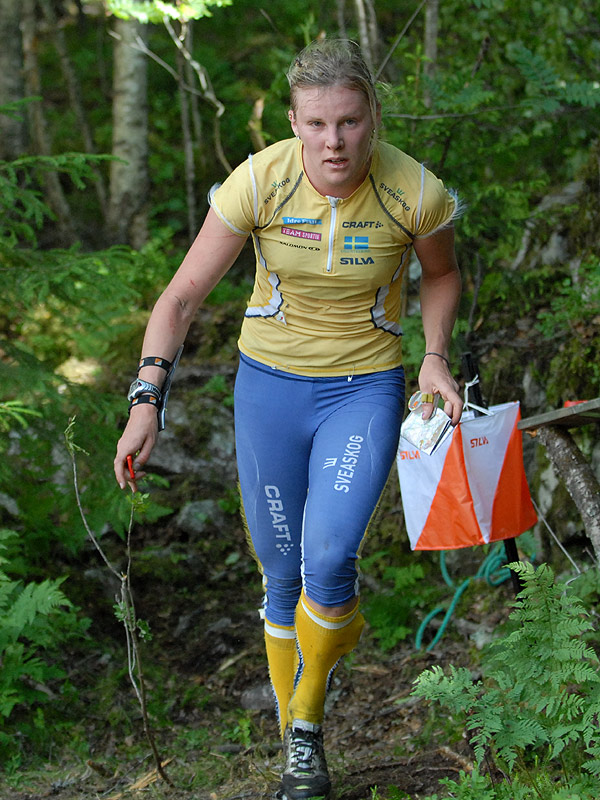
Úřadující mistryně Evropy z roku 2010 (Helena Jansson)

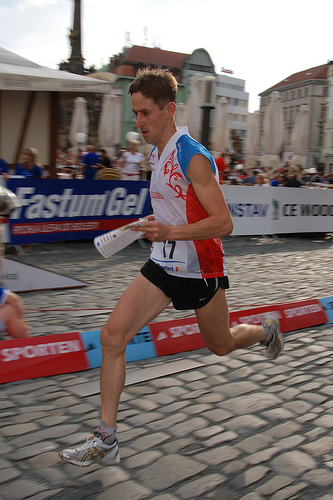
Úřadující mistr Evropy z roku 2010 (Valentin Novikov)

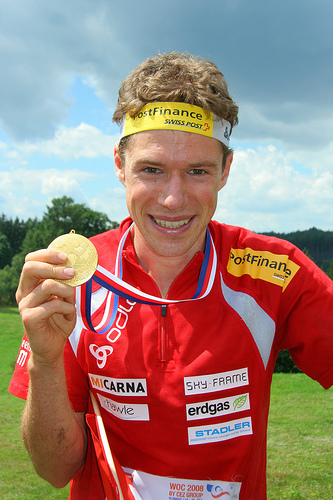
Úřadující mistr Evropy z roku 2010 - Daniel Hubmann

| Rok     | Zlato           | Stříbro         | Bronz          | Parametry           |
| ------- | --------------- | --------------- | -------------- | ------------------- |
| ME 2006 | Emil Wingstedt  | Jamie Stevenson | Andrej Chramov | 3.07 km, 17 kontrol |
| ME 2008 | Emil Wingstedt  | Daniel Hubmann  | Andrej Chramov | 3.3 km, 19 kontrol  |
| ME 2010 | Fabian Hertner  | Daniel Hubmann  | Emil Wingstedt | 3.3 km, 24 kontrol  |
| ME 2016 | Matthias Kyburz | Gustav Bergman  | Florian Howald | 3.4 km, 22 kontrol  |

### Ženy
| Rok     | Zlato                     | Stříbro                | Bronz             | Parametry           |
| ------- | ------------------------- | ---------------------- | ----------------- | ------------------- |
| ME 2006 | Simone Niggli-Luderová    | Marianne Andersenová   | Minna Kauppiová   | 2.73 km, 14 kontrol |
| ME 2008 | Anne Margrethe Hauskenová | Heli Jukkolaová        | Helena Janssonová | 2.5 km, 14 kontrol  |
| ME 2010 | Helena Janssonová         | Simone Niggli-Luderová | Maja Almová       | 2.8 km, 21 kontrol  |
| ME 2016 | Judith Wyder              | Nadiya Volynska        | Maja Almová       | 3.0 km, 18 kontrol  |

## Krátká trať (Middle distance)
Tato krátká trať tzv. Middle se běhá na Mistrovství světa od roku 2002. 

### Muži
| Rok     | Zlato             | Stříbro         | Bronz            | Parametry          |
| ------- | ----------------- | --------------- | ---------------- | ------------------ |
| ME 2006 | Thierry Gueorgiou | Mārtiņš Sirmais | Valentin Novikov | 6.7 km, 18 kontrol |
| ME 2008 | Thierry Gueorgiou | Mārtiņš Sirmais | Pasi Ikonen      | 6.7 km, 22 kontrol |
| ME 2010 | Valentin Novikov  | Matthias Merz   | Daniel Hubmann   | 6.4 km, 22 kontrol |
| ME 2016 | Matthias Kyburz   | Gustav Bergman  | Lucas Basset     | 5.7 km, 24 kontrol |

### Ženy
| Rok     | Zlato                  | Stříbro              | Bronz            | Parametry            |
| ------- | ---------------------- | -------------------- | ---------------- | -------------------- |
| ME 2006 | Minna Kauppiová        | Marianne Andersenová | Heli Jukkolaová  | 5.679 km, 15 kontrol |
| ME 2008 | Heli Jukkolaová        | Merja Rantanenová    | Minna Kauppiová  | 5.2 km, 16 kontrol   |
| ME 2010 | Simone Niggli-Luderová | Signe Søesová        | Lena Eliassonová | 5.4 km, 22 kontrol   |
| ME 2016 | Tove Alexandersson     | Judith Wyder         | Marika Teini     | 5.0 km, 21 kontrol   |

## Klasická trať (Long distance)
Tento individuální závod se běhá na Mistrovství Evropy od roku 1962.

### Muži
| Rok     | Zlato           | Stříbro          | Bronz          | Parametry            |
| ------- | --------------- | ---------------- | -------------- | -------------------- |
| ME 2006 | Jani Lakanen    | Daniel Hubmann   | Olle Kärner    | 16.21 km, 33 kontrol |
| ME 2008 | Dmitrij Cvetkov | Daniel Hubmann   | Emil Wingstedt | 16.9 km, 33 kontrol  |
| ME 2010 | Daniel Hubmann  | Philippe Adamski | Fabian Hertner | 17.1 km, 30 kontrol  |
| ME 2016 | Daniel Hubmann  | Magne Dæhli      | Martin Regborn | 16.1 km, 23 kontrol  |

### Ženy
| Rok     | Zlato                   | Stříbro                 | Bronz             | Parametry            |
| ------- | ----------------------- | ----------------------- | ----------------- | -------------------- |
| ME 2006 | Simone Niggli-Luderová  | Heli Jukkolaová         | Minna Kauppiová   | 10.93 km, 25 kontrol |
| ME 2008 | Anne-Margrethe Nordberg | Taťána Rjabkinová       | Emma Engstrandová | 11.0 km, 24 kontrol  |
| ME 2010 | Simone Niggli-Luderová  | Dana Brožková           | Helena Janssonová | 11.2 km, 26 kontrol  |
| ME 2016 | Tove Alexandersson      | Anne-Margrethe Nordberg | Svetlana Mironova | 10.3 km, 15 kontrol  |

## Štafety
Štafety se běhají v mužské kategorii od počátku jako 4členné a od roku 2000, již jen jako 3členné. V kategorii žen se běhají od počátku ve 3členném složení.

### Muži
| Rok     | Zlato                                                    | Stříbro                                                       | Bronz                                                      | Parametry |
| ------- | -------------------------------------------------------- | ------------------------------------------------------------- | ---------------------------------------------------------- | --------- |
| ME 2006 | Švédsko Niclas Jonasson Peter Öberg David Andersson      | Francie François Gonon Damien Renard Thierry Gueorgiou        | Norsko Lars Skjeset Carl Waaler Kaas Øystein Kvaal Østerbø |           |
| ME 2008 | Rusko Dmitrij Cvetkov Andrej Chramov Valentin Novikov    | Švýcarsko Baptiste Rollier Matthias Merz Daniel Hubmann       | Finsko Jarkko Huovila Pasi Ikonen Mats Haldin              |           |
| ME 2010 | Švýcarsko Matthias Müller Fabian Hertner Matthias Merz   | Francie Frédéric Tranchand Philippe Adamski Thierry Gueorgiou | Norsko Holger Hott Carl Waaler Kaas Olav Lundanes          |           |
| ME 2016 | Švýcarsko Florian Howald Baptiste Rollier Martin Hubmann | Norsko Carl Godager Kaas Kinneberg Eskil Magne Dæhli          | Česko Jan Petržela Jan Šedivý Vojtěch Král                 |           |

### Ženy
| Rok     | Zlato                                                                    | Stříbro                                                             | Bronz                                                                    | Parametry |
| ------- | ------------------------------------------------------------------------ | ------------------------------------------------------------------- | ------------------------------------------------------------------------ | --------- |
| ME 2006 | Finsko Paula Haapakoskiová Heli Jukkolaová Minna Kauppiová               | Švýcarsko Lea Müllerová Vroni König-Salmiová Simone Niggli-Luderová | Švédsko Emma Engstrandová Kajsa Nilssonová Karolina Arewång-Höjsgaardová |           |
| ME 2008 | Švédsko Lina Perssonová Emma Engstrandová Helena Janssonová              | Rusko Natalia Korzhová Julia Novikovová Taťána Rjabkinová           | Finsko Katri Lindeqvistová Merja Rantanenová Minna Kauppiová             |           |
| ME 2010 | Švédsko Karolina Arewång-Höjsgaardová Lena Eliassonová Helena Janssonová | Finsko Merja Rantanenová Anni-Maija Finckeová Minna Kauppiová       | Švýcarsko Vroni König-Salmiová Caroline Cejková Simone Niggli-Luderová   |           |
| ME 2016 | Finsko Sari Anttonen Marika Teini Merja Rantanenová                      | Švédsko Lina Strand Emma Johansson Tove Alexandersson               | Rusko Anastasiia Rudnaia Natalia Vinogradova Svetlana Mironova           |           |